# Kozodub, Krînîcikî
Kozodub (în ucraineană Козодуб) este un sat în comuna Cervonoivanivka din raionul Krînîcikî, regiunea Dnipropetrovsk, Ucraina.

## Demografie
Componența lingvistică a localității Kozodub
     Ucraineană (88,82%)
     Romani (5,26%)
     Rusă (3,95%)
     Belarusă (1,32%)
     Alte limbi (0,66%)
Conform recensământului din 2001, majoritatea populației localității Kozodub era vorbitoare de ucraineană (88,82%), existând în minoritate și vorbitori de romani (5,26%), rusă (3,95%) și belarusă (1,32%).